# Eva Adamcová
Eva Adamcová, rozená Marie Adamcová, provdaná Salzerová (6. května 1894 Praha – 26. dubna 1972 Praha), byla česká divadelní a filmová herečka a překladatelka.

## Život

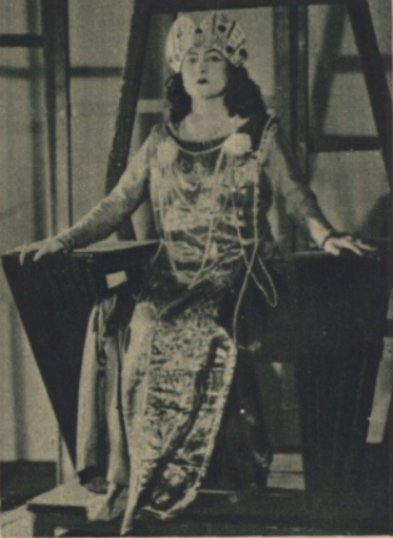
Julius Zeyer: Doňa Sanča (Eva Adamcová v titulní roli, Olomouc, 1928)

Narodila se na pražském Novém Městě v rodině krejčího Josefa Adamce (* 1868) a jeho manželky Antonie, rozené Plevové (* 1879) jako starší ze dvou sourozenců.
Pod jménem Maja (Marie) Adamcová, hrála v letech 1918 až 1920 v pěti českých filmech společnosti Pragafilm (Čertisko, Sen frátera Ondřeje, aj.)
Od srpna 1923 byla členkou činohry Slovenského národního divadla v Bratislavě (umělecký šéf Josef Hurt, ředitel Oskar Nedbal). V sezóně 1924/1925 nastoupila jako herečka v Českém divadle v Olomouci za Jarmilu Svobodovou (Májovou). Do divadla byla získána v období ředitelování Antonína Drašara a patřila spolu s Otomarem Korbelářem, Františkem Vnoučkem, Emilem Bolkem, Jaroslavem Průchou, Františkem Salzerem a Jarmilou Kurandovou k talentovaným mladým hercům. V divadle působila až do sezony 1928/1929.
Po návratu do Prahy v roce 1930 a po sňatku s režisérem Františkem Salzerem, který v tomtéž roce nastoupil do Vinohradského divadla, se herecké práci dále nevěnovala a zabývala se především překlady z němčiny a ruštiny.
Po druhé světové válce spolupracovala pod svým rodným jménem s Vesnickým divadlem.
Je pochována na Olšanských hřbitovech v Praze.

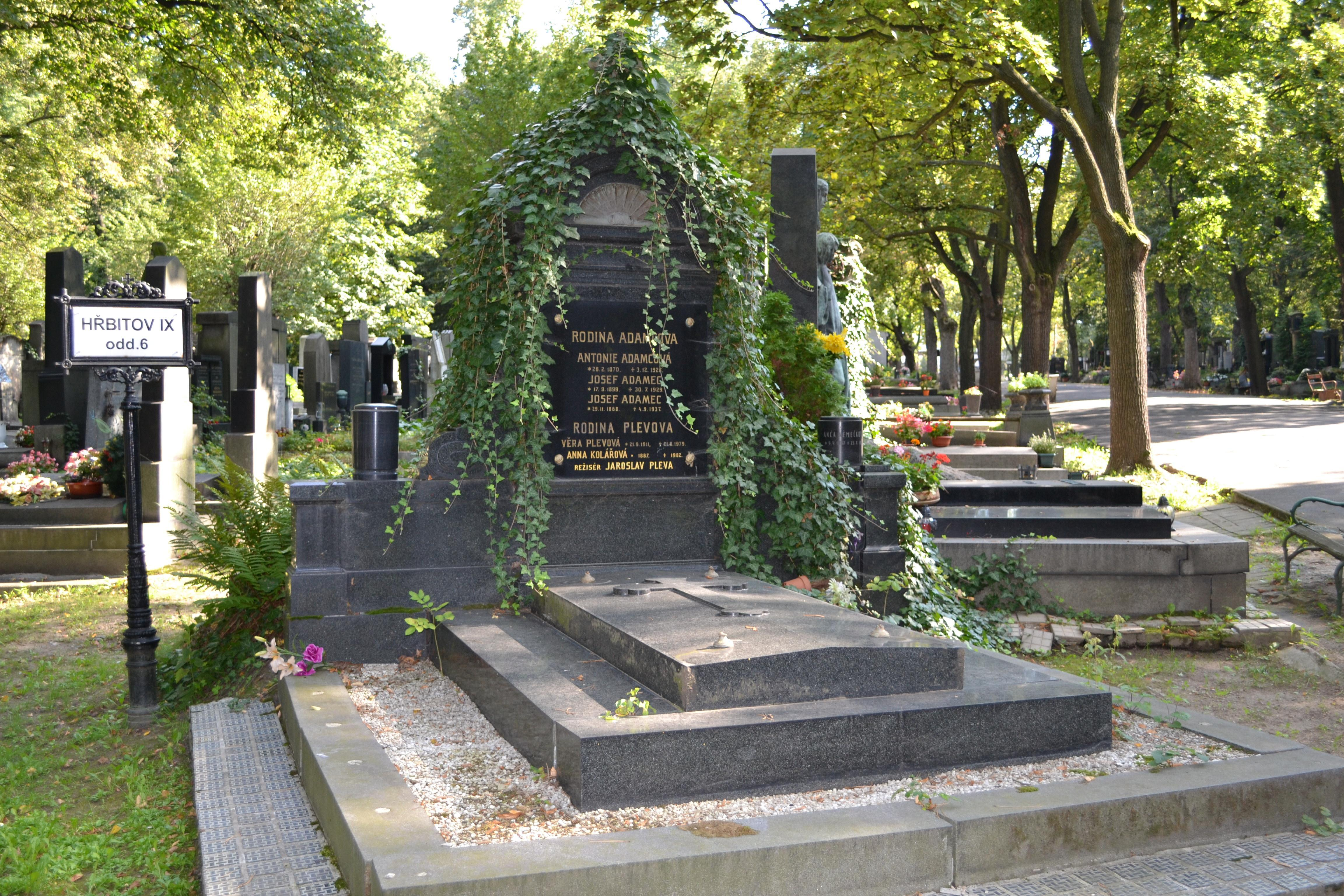
Hrob na pražských Olšanských hřbitovech

## Divadelní role, výběr
- Slovenské národní divadlo [8]
- 1922 Karel Čapek: Věc Makropulos, role: Emilia Marty, režie Milan Svoboda
- 1922 Karel Čapek, Josef Čapek: Ze života hmyzu, Apatura Iris, režie Milan Svoboda
- 1922 Giuseppe Verdi: Traviata (opera), Flora Bervoix, režie František Bartl
- 1923 Rudolph Lotar: Král Harlekýn, Kolombina, režie Josef Hurt
- 1923 František Ferdinand Šamberk: Palackého třída č. 27, Julia, režie Václav Poláček
- 1924 Julius Zeyer: Radúz a Mahulena, Runa, režie Josef Hurt
- 1924 William Shakespeare: Sen noci svatojánské, Titania, Josef Hurt
- 1924 Gustave Charpentier: Louisa (opera), Handrárka, Učenica, Uhliarka, režie Václav Poláček

- České divadlo Olomouc
- 1924 K. Pokorný: Bratr Martin, role: Paní Kořínková, režie Karel Šott
- 1924 Ferenc Molnár: Liliom, Marie, režie Karel Černý (pseudonym herce a režiséra Karla Waltera)
- 1924 František Langer: Svatý Václav, Drahomíra, režie Karel Černý
- 1924 R. J. Young: Muž z loterie, Helena Jensenová, režie Karel Černý
- 1925 Oscar Wilde: Vějíř Lady Windermerové, Relynnová, režie Karel Černý
- 1925 J. Gilbert: Žena v purpuru (opereta), Kněžna Dačeva, režie Vili Pražský
- 1925 Ivo Vojnovič: Dáma se slunečnicí, Královna z Golkondy, režie Karel Černý
- 1925 Klabund: Křídový kruh, Ji-Pei, režie František Salzer
- 1926 Aristofanés: Lysistrata, titul. role, režie Jan Bor
- 1926 William Shakespeare: Jak se vám líbí, Celie, režie František Salzer
- 1926 Alois Jirásek: Vojnarka, Kořenářka, režie František Salzer
- 1926 R. Gignoux: Nezralé ovoce, Claire, režie Otomar Korbelář
- 1926 G.B.Shaw: Svatá Jana, titul.role, režie František Salzer
- 1926 Sacha Guitry: Žárlivost, Klavdija Michajlovna, režie Otomar Korbelář
- 1927 Julius Zeyer: Doňa Sanča, titul. role, režie František Salzer
- 1927 R. Bernauer, R. Oesterreicher: Rajská zahrada, Madame Sladká, režie Otomar Korbelář
- 1927 bratří Mrštíkové: Maryša, titul. role, režie František Salzer
- 1929 František Langer: Obrácení Ferdyše Pištory, Tereza, režie František Salzer

## Filmografie
- 1918 Čertisko, rež. Jan Arnold Palouš
- 1918 Sen frátera Ondřeje, rež. J. A. Palouš
- 1918 České nebe, matka, rež. J. A. Palouš
- 1918 Princezna z chalupy, rež. J. A. Palouš
- 1919 Dáma s růží, Máňa, režie Vladimír Majer [9]

## Překlady, výběr
- 1938 Julius Horst, W. Polaczek: Je pan soudní rada vinen?